# Nils Brandau
Nils Brandau (* 16. März 1966) ist ein ehemaliger deutscher Tennisspieler.

## Werdegang
Brandau spielte für den 1. SC Norderstedt. Er wurde 1986 norddeutscher Tennismeister, in der Tennis-Bundesliga spielte er für den Klipper THC. Brandau spielte dort an der Seite von Michael Stich, Michiel Schapers und Oliver Vogt, 1987 erfolgte der Bundesliga-Abstieg. Hamburger Meister wurde Brandau 1985, 1986 und 1991.
Brandau nahm 1986 in Messina sowie 1987 in Nairobi und Travemünde an internationalen Turnier der Challenger-Serie teil. Seine höchste Platzierung in der ATP-Weltrangliste erreichte er im März 1987 mit dem 379. Rang. Später spielte er für den Hamburger Verein TSV Duwo 08.